# Structure spatiale totalement aléatoire
Une structure spatiale totalement aléatoire est un ensemble de points répartis de manière totalement aléatoire dans un volume donné. Cela signifie que les points sont répartis selon une loi de probabilité uniforme sur la région considérée. Cette structure peut être décrite par un unique paramètre, la densité notée « ρ » (lettre grecque rhô).
Le caractère aléatoire spatial complet (anglais : complete spatial randomness, CSR) de l'ensemble de points s'oppose à la notion d'agrégat et de motif régulier (réseau).
Une des manières de vérifier le caractère aléatoire spatial complet consiste à déterminer l'autocorrélation spatiale, par exemple par l'indice I de Moran, l'incide C de Geary ou bien le test de Mantel.

## Applications
Une première manière de voir les choses consiste à se demander si des objets sont répartis de manière parfaitement aléatoire dans une volume (ou sur une surface), ou bien si des événements se produisent à des endroits totalement aléatoires dans un volume (ou sur une surface).
Un certain nombre de matériaux contiennent une dispersion de particules dans une matrice pour lui donner des propriétés particulières : colloïde, particules métalliques pour rendre un polymère conducteur, particules réfléchissantes pour améliorer la visibilité, particules de renforcement (matériau composite), particules de zinc dans une peinture anticorrosion, particules d'oxydes métalliques dans une peinture anti-Wi-Fi… Les propriétés du matériau sont liées à la répartition de ces particules et l'on cherche souvent à avoir une répartition uniforme.
Une seconde manière de voir consiste à se demander si les valeurs ponctuelles d'un champ sont totalement aléatoires. Par exemple, on dispose de stations de mesure de l'ozone à des endroits fixes de Los Angeles et on désire avoir si le taux d'ozone est totalement aléatoire ou bien s'il est plus concentré dans certaines zones.
La détermination du caractère aléatoire spatial complet (CSR) est une méthode statistique utilisée dans les sciences sociales ainsi qu'en astronomie.

## Représentation graphique
Une des manières de représenter le caractère aléatoire spatial complet consiste à tracer le variogramme expérimental. On peut également tracer le corrélogramme spatial, c'est-à-dire la valeur de l'indice d'autocorrélation (I ou C) en fonction de la distance séparant deux points (anglais : lag).